# Comuna Dănești, Vaslui
Dănești este o comună în județul Vaslui, Moldova, România, formată din satele Bereasa, Boțoaia, Dănești (reședința), Emil Racoviță, Rășcani și Tătărăni.

## Demografie
Componența etnică a comunei Dănești
     Români (94,08%)
     Alte etnii (0,12%)
     Necunoscută (5,8%)
Componența confesională a comunei Dănești
     Ortodocși (93,56%)
     Alte religii (0,41%)
     Necunoscută (6,04%)
Conform recensământului efectuat în 2021, populația comunei Dănești se ridică la 1.723 de locuitori, în scădere față de recensământul anterior din 2011, când fuseseră înregistrați 2.205 locuitori. Majoritatea locuitorilor sunt români (94,08%), iar pentru 5,8% nu se cunoaște apartenența etnică. Din punct de vedere confesional, majoritatea locuitorilor sunt ortodocși (93,56%), iar pentru 6,04% nu se cunoaște apartenența confesională.

## Istorie
La sfârșitul secolului al XIX-lea, comuna făcea parte din plasa Mijlocul a județului Vaslui și era alcătuită din satele Dănești-Răzeși, Dănești-Golia și Ciorâța, cu o populație de 560 de locuitori. În comună funcționa o școală și două biserici. La acea vreme, pe teritoriul actual al comunei, funcționa în aceiași plasă și comuna Bereasa, care era alcătuită din satele Bereasa, Rășcani, Cârlești și Boțoaia, cu o populație de 636 de locuitori. În comună exista trei biserici.
Anuarul Socec din 1925 consemnează comunele în plasa Codăești a aceluiași județ. Comuna Dănești avea o populație de 1020 de locuitori (în satele Dănești, Golia și Ciorâța), iar comuna Bereasa – 874, alipindu-se comunei și satul Bolați.
În 1931, comuna Bereasa a fost desființată, iar satele ei au fost incluse în cadrul comunei Dănești. Cu noua configurație, comuna era împărțită acum în satele Dănești, Golia, Bereasa, Rășcani, Cârlești, Bolați, Ciorâța și Gănești.
În anul 1950, comuna a trecut în cadrul regiunii Bârlad, iar șase ani mai târziu în cea a regiunii Iași. În acest timp, satele Golia, Cârlești, Bolați, Ciorâța au fost desființate, iar în anul 1968, comuna a trecut la județul Vaslui, reînființat;

## Politică și administrație
Comuna Dănești este administrată de un primar și un consiliu local compus din 11 consilieri. Primarul, Neculai Ciofu[*], de la Partidul Social Democrat, este în funcție din 2012. Începând cu alegerile locale din 2024, consiliul local are următoarea componență pe partide politice:
|  | Partid                          | Consilieri | Componența Consiliului | Componența Consiliului | Componența Consiliului | Componența Consiliului | Componența Consiliului |
|  | ------------------------------- | ---------- | ---------------------- | ---------------------- | ---------------------- | ---------------------- | ---------------------- |
|  | Partidul Social Democrat        | 5          |                        |                        |                        |                        |                        |
|  | Uniunea Salvați România         | 2          |                        |                        |                        |                        |                        |
|  | Partidul Național Liberal       | 2          |                        |                        |                        |                        |                        |
|  | Alianța pentru Unirea Românilor | 1          |                        |                        |                        |                        |                        |
|  | Partidul Mișcarea Populară      | 1          |                        |                        |                        |                        |                        |

## Obiective turistice
- Casa Memorială „Emil Racoviță”